# Theodore Sturgeon
Theodore Sturgeon (nacido Edward Hamilton Waldo; Staten Island, 26 de febrero de 1918-8 de mayo de 1985) fue un escritor de ciencia ficción estadounidense.

## Biografía
Nació en una familia de clase media; a los nueve años (1927) sus padres se divorciaron. Su madre, Christine, poetisa anglocanadiense trabajaba dando clases de literatura y después de divorciarse, contrajo segundas nupcias con William Sturgeon, un profesor de inglés; este enlace permitió que el joven Edward Hamilton Waldo, cambiara su apellido al del nuevo cónyuge de su madre y el nombre por el de Theodore que compaginaba mejor con su apodo, «Ted».

## Carrera literaria
Cuando era adolescente, Sturgeon quería ser acróbata de circo pero tuvo un episodio de fiebre reumática que lo imposibilitó. De 1935 a 1938 fue marinero de la marina mercante. Vendió su primera historia en 1938 al periódico "McClure's Syndicate",el cual compró muchas de sus primeras obras (no fantásticas). Su primera aparición en el género de la ciencia ficción fue con "Ether Breather" en Astounding Science Fiction. Al principio escribió historias cortas, principalmente en revistas del género tales como Astounding y Unknow|n, pero también para publicaciones de interés general tales como Argosy. Utilizó el seudónimo "E. Waldo Hunter" cuando dos de sus historias se publicaron en el mismo número de Astounding. Pocas de sus primeras obras fueron firmadas como "Theodore H. Sturgeon". Una vez escribió una novela para Ellery Queen, The Player on the Other Side (Random House, 1963).
Gran parte de la obra de Sturgeon es poética, incluso elegante. Se le reconoce por usar una técnica conocida como prosa rítmica, en la cual su texto de prosa caería dentro de una métrica estándar. Esto tiene el efecto de crear un cambio repentino en el ánimo del texto, usualmente sin alertar al lector.
Su novela más famosa, Más que humano (1953)ganó varios reconocimientos académicos, particularmente en Europa, donde fue vista como una obra de elevada calidad.
Sturgeon escribió guiones para algunos episodios de Star Trek como Shore Leave (1966) y Amok Time (1967, publicados más tarde en formato impreso en 1978). Este es conocido también por la invención del Pon Farr, el ritual de apareamiento Vulcan. También escribió numerosos episodios de Star Trek que no fueron producidos. Uno de esos fue notable por haber introducido por primera vez el concepto de Primera Directiva. También escribió uno del show matutino de los sábados Land of the Lost, "The Pylon Express", en 1975. Dos de las historias de Sturgeon fueron adaptadas para The New Twilight Zone. Una de ellas, "A Saucer of Loneliness", se emitió en 1986, dedicada en conmemoración suya. Su novela de 1944, Killdozer, fue la inspiración para unas películas de 1970 hechas para televisión, un libro de historietas de Marvel y el nombre de una banda de rock alternativo.
Sturgeon fue bien conocido entre los lectores de las antologías de ciencia ficción clásicas (en la cima de su popularidad en los años '50 fue el autor vivo con más antologías) y muy respetado por la crítica. John Clute escribió en The Encyclopedia of Science Fiction:

"Su influencia en escritores como Harlan Ellison y Samuel R. Delany fue seminal, y su vida y trabajo representaron una influencia poderosa para la ciencia ficción de los Estados Unidos de la postguerra"

A pesar de ser un desconocido por el público en general y ganar comparativamente pocos premios (sus mejores obras fueron publicadas antes del establecimiento y consolidación de los premios y reconocimientos de renombre, mientras que sus últimas producciones fueron pocas y pobres, la calidad de su prosa como lo original de sus planteamientos fue la influencia para muchos escritores famosos como Ray Bradbury, Samuel R. Delany y Kurt Vonnegut, Jr.. Kurt Vonnegut dejó en claro que su personaje Kilgore Trout estaba basado en Theodore Sturgeon.

## Reconocimientos
- Premio Nébula al mejor relato, (Nebula Award for Best Novelette) en 1970 por "Escultura lenta"

- Theodore Sturgeon fue incluido en el salón de la fama (Hall of Fame) de la Ciencia Ficción en el año 2000.[8]

- Premio Hugo al mejor relato corto en 1971 por "Escultura lenta"

## Leyes de Sturgeon
La ley de Sturgeon dice:  "Nothing is always absolutely so." (Nada es absolutamente de esa forma)
Muchas veces este término es aplicado a la Revelación de Sturgeon: "Ninety percent of SF is crud, but then, ninety percent of everything is crud." (El noventa por ciento de la Ciencia Ficción es basura, pero también el noventa por ciento de todo es basura.)
Corolario 1: "Se admite la existencia de una inmensa cantidad de basura en la ciencia ficción y es lamentable, pero no es más innatural que la existencia de la basura en todas partes."
Corolario 2: "Lo mejor de la ciencia ficción es tan bueno como la mejor ficción en cualquier campo."

## Obra

### Novelas
- Los cristales soñadores / El hombre sintético. (The Dreaming Jewels / The Synthetic Man,1950). Ed. Minotauro, 1961, 1974, 1984, 1989 y 2004.  Ed. Cénit, 1961.
- Más que humano. (More Than Human,1953). Novela "Fix-up", compuesta por tres relatos interconectados. Ganadora del International Fantasy Award. Ed. Minotauro, 1955, 1963, 1968, 1975, 1985, 1998, 2008.
- The King and Four Queens (1956).
- I, Libertine (1956, for-hire hoax as "Frederick R. Ewing").
- Violación cósmica (To Marry Medusa / The Cosmic Rape, 1958). Ed. Teorema (Visión Arcadia), 1983.
- Venus más X. (Venus Plus X, 1960). Ed. Adiax, 1982. Ed. Hyspamérica, 1985.
- Un poco de tu sangre. (Some of Your Blood, 1961).
- Voyage to the Bottom of the Sea (Novelización de la película con el mismo nombre, basada en uno de los primeros borradores del guion) (1961)
- The Rare Breed (1966) (Un Western, Novelización de la película del mismo nombre)
- Cuerpo divino (Godbody,1986). Ed. Plaza y Janés, 2000.

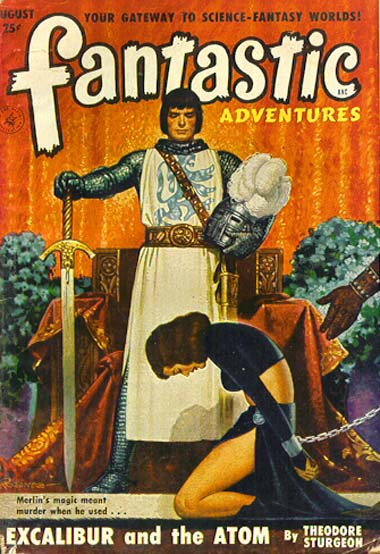
Excalibur y el átomo por Theodore Sturgeon

### Colecciones de relatos
- La fuente del unicornio (E Pluribus Unicorn, 1953). Ed. Plaza & Janés, 1999.
- Caviar (Caviar, 1955). Ed. Edhasa, 1960. Ed. Ultramar, 1988. Ed. Minotauro, 2003.
- Regreso / Un camino a casa (A Way Home, 1955). Ed. Minotauro, 1963, 1973, 1980 y 1996. Ed. Edhasa, 1965. Ed. Booket, 2005.
- Extrapolación / Sturgeon en órbita (Sturgeon in orbit, 1964). Ed. Diana, 1967. Ed. Fantaciencia, 1976.
- Las invasiones jubilosas (The Joyous Invasions, 1965). Ed. Intersea (Azimut), 1975.
- El soñador (Case and the Dreamer and Other Stories, 1974). Ed. Andrómeda, 1976. Ed. Adiax, 1980).
- Nuevamente Sturgeon (Sturgeon is Alive and Well..., 1971). Ed. Emecé, 1976.
- Las estrellas son la Estigia (The Stars Are the Styx, 1979). Ed. Martínez Roca (Gran Super Ficción), 1990.

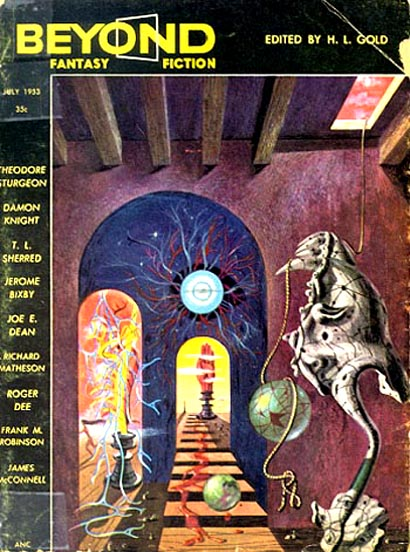
Más allá de la ficción fantástica

### Obra breve
Sturgeon es más conocido por sus historias cortas y novelas. He aquí un ejemplo de sus títulos:
- "Ether Breather" (septiembre, 1939, su primera historia de ciencia ficción publicada).
- "A God in a Garden" (agosto, 1939).
- "Derm Fool" (marzo, 1940).
- El monstruo / La cosa / Ello ("It". Agosto, 1940). Incluido en numerosas antologías de terror, a destacar Relatos que me asustaron (Varias Ediciones) y La edad de oro. 1939-1940 (Ed. Martínez Roca).
- Un dios microcósmico ("Microcosmic God". Abril, 1941). Incluido en Caviar.
- "Yesterday Was Monday" (1941).
- El buldozer asesino ("Killdozer!". Noviembre, 1944). Incluido en la antología El buldozer asesino (Ed. Caralt).
- Las manos de Bianca ("Bianca's Hands". Mayo, 1947). Incluido en La fuente del unicornio.
- Trueno y rosas ("Thunder and Roses". Noviembre, 1947). Incluido en Regreso.

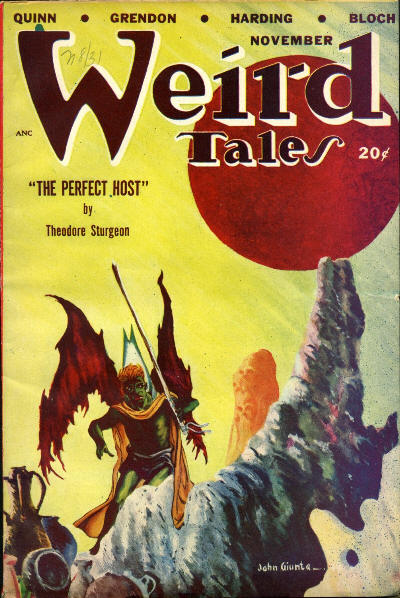
The perfect Host

- "The Perfect Host" (noviembre, 1948).
- "Minority Report" (junio 1949, no guarda ninguna relación con la película de 2002, que estaba basada en un relato posterior con el mismo título de Philip K. Dick).
- "One Foot and the Grave" (septiembre, 1949).
- El mundo bien perdido ("The World Well Lost". Junio, 1953). Incluido en La fuente del unicornio.
- Un plato de soledad / Un platillo de soledad ("A Saucer of Loneliness", 1953). Incluido en las antologías La fuente del unicornio y Obras maestras. La mejor Ciencia Ficción del Siglo XX.
- "Mr. Costello, Hero" (diciembre, 1953).
- "The Skills of Xanadu" (julio, 1956).
- El otro hombre ("The Other Man". Septiembre, 1956). Incluido en Las estrellas son la Estigia.
- "Need" (1960)
- "How to Forget Baseball" (Sports Illustrated diciembre 1964)
- "The Nail and the Oracle" (Playboy octubre 1964)
- Si todos los hombre fueran hermanos, ¿dejarías que alguno se casara con tu hermana? ("If All Men Were Brothers, Would You Let One Marry your Sister?", 1967). Incluido en Visiones Peligrosas.
- Escultura lenta ("Slow Sculpture". Galaxy, febrero 1970) - ganador de un Premio Hugo y un Premio Nébula. Incluido en Nuevamente Sturgeon.
- El escalpelo de Occam ("Occam's Scalpel". Agosto, 1971, con una introducción de Terry Carr). Incluido en Las estrellas son la Estigia.
- "Vengeance Is" (1980, Dark Forces antología editada por Kirby McCauley)
- El hombre que aprendió a amar.

## Recopilaciones
- North Atlantic Books ha ido editando The Complete Short Stories of Theodore Sturgeon desde 1995; volume 10, con historias del periodo 1957-1960, publicado en 2005[10]